# Aristolochia albida
Aristolochia albida Duch. – gatunek rośliny z rodziny kokornakowatych (Aristolochiaceae Juss.). Występuje naturalnie w Afryce tropikalnej – od Senegalu aż do Kamerun oraz od Sudanu Południowego aż po Tanzanię i Angolę.

## Morfologia
PokrójBylina pnąca o trwałych i zdrewniałych pędach. Dorasta do 3 m wysokości.
LiścieMają owalny lub podłużnie owalny kształt, czasami lekko potrójnie klapowany. Mają 2–20 cm długości oraz 1,5–15 cm szerokości. Nasada liścia ma sercowaty kształt. Z zaokrąglonym, tępym lub ostrym wierzchołkiem.
KwiatyZebrane są po 2–9 w gronach o długości 2–30 cm. Kwiaty są nagie. Mają brązową lub purpurowo-czarniawą barwę i 6–30 mm długości. Mają po 6 pręcików. Podsadki mają owalny lub okrągły kształt i są sercowate u nasady.
OwoceTorebki o podłużnie cylindrycznym lub gruszkowatym kształcie. Mają 2–5 cm długości i 1–3 cm szerokości.

## Biologia i ekologia
Rośnie na pustkowiach, w zaroślach lub na skraju lasu. Występuje na wysokości do 1500 m n.p.m.